# 城島健司のJ的な釣りテレビ
『城島健司のJ的な釣りテレビ』（じょうじまけんじのジェイてきなつりテレビ）は、RKB毎日放送が制作している釣り番組で、元プロ野球選手・城島健司の冠番組である。略称は「JTV」。

## 概要
城島が現役引退を表明した翌年の2013年1月3日に特別番組として放送し、好評を受けて同年4月21日より福岡ローカルでレギュラー放送を開始した。
球界一の「釣り師」としても知られる城島がバットを釣竿に持ち替えて、九州各地を中心とした釣りスポットを巡り、実際に釣行するとともに、視聴者に釣りを楽しむための攻略法や仕掛けなどをアドバイスするという「釣りから始まる情報番組」を標榜している。プロ野球オフシーズンには城島がデビュー時からメジャーリーグ移籍まで在籍していた福岡ソフトバンクホークスを中心に、現役プロ野球選手もゲストとして出演したこともある。
2014年10月4日からTBSチャンネル2でも全国放送を開始した。
城島が2020年より福岡ソフトバンクホークス球団会長付特別アドバイザーに就任したため、2020年以降、毎年2月から4月まで制作局において当番組の放送を休止する。2022年は3月20日から4月10日まで制作局において当番組の放送を休止する。制作局では別番組を放送するため、再放送も行わない。
2024年11月、城島が翌2025年よりホークスのチーフベースボールオフィサー（CBO、球団フロントのトップに相当する役職）に就任することに伴い、番組のレギュラー放送を終了することが明らかになった。終了時期については、城島が「年内いっぱい」と語る一方で、RKB側は「2024年度中は続きます」としていたが、結局収録済みの内容の消化などもあり2025年3月9日まで続いた。なお城島は、今後も特番の形で番組継続を望んでいることも明らかにしており、レギュラー放送終了後の3月22日に早くも特別編が放送されている。

## ネット局
| 放送対象地域 | 放送局             | 系列    | 放送日時                     | ネット状況       | 備考              |
| ------------ | ------------------ | ------- | ---------------------------- | ---------------- | ----------------- |
| 福岡県       | RKB毎日放送（RKB） | TBS系列 | 日曜 6:15 - 6:45             | 制作局           | 制作局            |
| 長崎県       | 長崎放送（NBC）    | TBS系列 | 月曜 0:50 - 1:20（日曜深夜） | 遅れネット       | [ 注 2 ]          |
| 熊本県       | 熊本放送（RKK）    | TBS系列 | 火曜 1:30 - 2:00（月曜深夜） | 遅れネット       |                   |
| 宮崎県       | 宮崎放送（mrt）    | TBS系列 | 月曜 0:50 - 1:20（日曜深夜） | 遅れネット       | [ 注 3 ] [ 注 4 ] |
| 日本全域     | TBSチャンネル2     | CS放送  | 土曜 8:00 - 8:30             | リピート放送あり | [ 注 5 ]          |

### 過去のネット局
- 大分放送（OBS） - 土曜 1:35 - 2:05（金曜深夜）に放送されていたが、打ち切り。

### 単発放送
- テレビユー山形（TUY） - 2015年12月31日 8:30 - 9:00に「長崎県早福港発!船から落とし込みに挑戦!」（同年11月29日放送分）、2016年3月27日 16:54 - 17:24に「宮崎県・延岡 フカセ釣りでクロ狙い!」（2014年1月12日放送分）を放送。

## スタッフ
- 企画・番組冠：城島健司
- ディレクター：橋口拓史
- プロデューサー：平坂俊敬
- 制作：RKB毎日放送